# بتی بی‌ریخته
بتی بی‌ریخته (به انگلیسی: Ugly Betty) یک مجموعه تلویزیونی خانوادگی-کمدی به تهیه‌کنندگی سیلویو هورتا است که از ۲۸ سپتامبر ۲۰۰۶ تا ۱۴ آوریل ۲۰۱۰ از تلویزیون ABC پخش شد.